# Isascha
Isascha (piemontès Isasca) és un municipi italià, situat a la regió del Piemont. L'any 2007 tenia 89 habitants. Està situat a la Val Varacha, dins de les Valls Occitanes. Limita amb els municipis de Brondèl, Brossasc, Martinhana i Venasca.

## Administració
| Període   | Identitat                  | Partit        |
| --------- | -------------------------- | ------------- |
| 1999-2004 | Silvano Dovetta            | Forza Italia  |
| 2004-     | Roberto Giovanni Forniglia | Llista cívica |